# Zippy Chippy
Zippy Chippy, född 20 april 1991, död 16 april 2022, var ett engelskt fullblod, mest känd för att ha förblivit segerlös på 100 starter under sin tävlingskarriär.

## Karriär
Zippy Chippy var en mörkbrun valack efter Compliance och under Listen Lady (efter Buckfinder). Han föddes upp av Capritaur Farm och ägdes av sin tränare Felix Monserrate.Zippy Chippys stamtavla inkluderar många kända hästar, som Ben Brush, Buckpasser, Busanda, Bold Ruler, Count Fleet, Man o' War, Nasrullah, Native Dancer, Northern Dancer, Round Table, Tom Fool, War Admiral och La Troienne.
Zippy Chippy sprang in totalt 30 834 dollar under sin tävlingskarriär, varav 8 andraplatser och 12 tredjeplatser på 100 starter. Han förblev segerlös under hela sin tävlingskarriär.
Andra segerlösa hästar inkluderar Dance Sabre (aktiv i Japan, 0 segrar på 229 starter till den 26 oktober 2021), Meine Attrice (0 segrar på 192 starter, Japan), Dona Chepa (0 segrar på 135 starter, Puerto Rico), Quixall Crossett (0 segrar på 103 starter, Storbritannien), Costano Mille (0 segrar på 123 starter, Australien), Ouroene (0 segrar på 124 starter, Australien) och Haru Urara (0 segrar på 113 starter, Japan).

### Efter tävlingskarriären
Zippy Chippy stod efter tävlingskarriären på Old Friends Thoroughbred Retirement Farm på Cabin Creek nära Saratoga Race Course i New York.
Vid 30 års ålder var Zippy Chippy med i 2020 års bilderbok för barn, The True Story of Zippy Chippy: The Little Horse That Couldn't. Han hade tidigare varit med i 2016 års bok The Legend of Zippy Chippy: Life Lessons from Horse Racing's Most Lovable Loser.
Zippy Chippy avled 16 april 2022.